# Partit pel Futur Europeu
El Partit pel Futur Europeu (macedònic Партија за Европска Иднина, Partija za Evropska Idnina, PEI) és un partit polític de Macedònia del Nord. El seu líder és Fijat Canoski.
Es presentà a les eleccions legislatives macedònies de 2006 i va obtenir l'1,20% dels vots i un escó. A les eleccions legislatives macedònies de 2008 va obtenir l'1,47% dels vots i un escó.